# Districtul Dêrong
Districtul Dêrong (în chineză: 得荣县, în tibetană སྡེ་རོང་།) este un district în vestul provinciei Sichuan a Chinei, care se învecinează la vest cu provincia Yunnan. El face parte din punct de vedere administrativ din prefectura autonomă tibetană Garzê. 

## Climă
| Date climatice pentru Dêrong (1981−2010)        | Date climatice pentru Dêrong (1981−2010) | Date climatice pentru Dêrong (1981−2010) | Date climatice pentru Dêrong (1981−2010) | Date climatice pentru Dêrong (1981−2010) | Date climatice pentru Dêrong (1981−2010) | Date climatice pentru Dêrong (1981−2010) | Date climatice pentru Dêrong (1981−2010) | Date climatice pentru Dêrong (1981−2010) | Date climatice pentru Dêrong (1981−2010) | Date climatice pentru Dêrong (1981−2010) | Date climatice pentru Dêrong (1981−2010) | Date climatice pentru Dêrong (1981−2010) | Date climatice pentru Dêrong (1981−2010) |
| Luna                                            | Ian                                      | Feb                                      | Mar                                      | Apr                                      | Mai                                      | Iun                                      | Iul                                      | Aug                                      | Sep                                      | Oct                                      | Nov                                      | Dec                                      | Anual                                    |
| ----------------------------------------------- | ---------------------------------------- | ---------------------------------------- | ---------------------------------------- | ---------------------------------------- | ---------------------------------------- | ---------------------------------------- | ---------------------------------------- | ---------------------------------------- | ---------------------------------------- | ---------------------------------------- | ---------------------------------------- | ---------------------------------------- | ---------------------------------------- |
| Maxima medie °C (°F)                            | 14.9 (58,8)                              | 16.7 (62,1)                              | 19.4 (66,9)                              | 22.5 (72,5)                              | 26.6 (79,9)                              | 29.7 (85,5)                              | 28.4 (83,1)                              | 27.2 (81)                                | 26.4 (79,5)                              | 23.7 (74,7)                              | 19.0 (66,2)                              | 15.3 (59,5)                              | 22,48 (72,47)                            |
| Media zilnică °C (°F)                           | 6.0 (42,8)                               | 8.5 (47,3)                               | 11.7 (53,1)                              | 15.1 (59,2)                              | 19.5 (67,1)                              | 22.8 (73)                                | 21.7 (71,1)                              | 20.5 (68,9)                              | 19.4 (66,9)                              | 15.8 (60,4)                              | 10.2 (50,4)                              | 6.1 (43)                                 | 14,78 (58,6)                             |
| Minima medie °C (°F)                            | −0.6 (30,9)                              | 1.7 (35,1)                               | 5.3 (41,5)                               | 8.9 (48)                                 | 13.3 (55,9)                              | 17.2 (63)                                | 17.0 (62,6)                              | 16.0 (60,8)                              | 14.4 (57,9)                              | 9.9 (49,8)                               | 3.7 (38,7)                               | −0.4 (31,3)                              | 8,87 (47,96)                             |
| Minima istorică °C (°F)                         | −8.9 (16)                                | −5.2 (22,6)                              | −1 (30,2)                                | 2.1 (35,8)                               | 3.6 (38,5)                               | 10.2 (50,4)                              | 6.6 (43,9)                               | 11.4 (52,5)                              | 7.6 (45,7)                               | 2.1 (35,8)                               | −1.9 (28,6)                              | −7.7 (18,1)                              | −8,9 (16)                                |
| Precipitații mm (inches)                        | 1.2 (0.047)                              | 2.0 (0.079)                              | 4.8 (0.189)                              | 7.2 (0.283)                              | 16.1 (0.634)                             | 38.0 (1.496)                             | 112.7 (4.437)                            | 105.7 (4.161)                            | 42.5 (1.673)                             | 12.0 (0.472)                             | 4.1 (0.161)                              | 0.6 (0.024)                              | 346,9 (13,657)                           |
| Umiditate [%]                                   | 36                                       | 35                                       | 37                                       | 40                                       | 40                                       | 47                                       | 61                                       | 66                                       | 60                                       | 49                                       | 42                                       | 38                                       | 45,9                                     |
| Sursă: China Meteorological Data Service Center |                                          |                                          |                                          |                                          |                                          |                                          |                                          |                                          |                                          |                                          |                                          |                                          |                                          |

## Demografie
Populația districtului era de 23.255 locuitori în 1999.

## Legături externe
- zh  Site-ul administrației Arhivat în 3 ianuarie 2008, la Wayback Machine.
- zh  Pagină descriptivă Arhivat în 4 iulie 2009, la Wayback Machine.